# Pederpes
Pederpes (Pederpes finneyae) – jeden z pierwszych czworonogów, ogniwo pośrednie pomiędzy rybami a płazami.
Żył na początku karbonu. Długość ciała ok. 1 m. Jego skamieniałości odkryto w 1971 w okolicach szkockiego miasta Dumbarton. Początkowo został jednak nieprawidłowo zaklasyfikowany jako ryba. Dopiero w 2002 r. został zaklasyfikowany do czworonogów przez brytyjską badaczkę Jennifer Clack.